# 27397 D'Souza
27397 D'Souza este un asteroid din centura principală de asteroizi.

## Descriere
27397 D'Souza este un asteroid din centura principală de asteroizi. A fost descoperit pe 14 martie 2000 la Socorro, New Mexico, în cadrul proiectului LINEAR. Asteroidul prezintă o orbită caracterizată de o semiaxă mare de 2,61 ua, o excentricitate de 0,11 și o înclinație de 7,3° în raport cu ecliptica.